# Синойкизм
Синойки́зм (также синоэци́зм, от др.-греч. συνοικισμóς от συν- «вместе» + οικιζσμóςω «заселяю») — в Древней Греции изначально объединение нескольких деревень в общий городской центр, полис. Впоследствии, любое объединение политических образований любого размера описывалось словом «синойкизм». Противоположность синойкизма – диойкизм (от др.-греч. διοικισμóς), выделение независимых сообществ из полиса.
Синойкизм происходил под влиянием различных основных факторов. Основная причина – рост плотности населения соседних поселений, но присоединение также происходило ради экономических, политических или идеологических преимуществ. или в результате навязывания правящей власти, Наиболее известным примером синойкизма в Древней Греции являются Афины, образовавшиеся около X в. до н.э в результате объединения нескольких демов (сельских общин) Аттики, что подтверждается как античной традицией (миф о Тесее), так и археологическими данными. Кроме того, синойкизм мог поощряться такими общих культурными элементами, как религия или язык. Схожий процесс послужил возникновению Рима (в середине VIII в. до н. э.).

## Элладский период

### Крит
Один из первых примеров синойкизма в исторической Греции можно найти на острове Крит. До второго тысячелетия греческие поселения как на материке, так и на Крите состояли из разрозненных деревень без центральной администрации. Однако разработка и строительство больших дворцов на Крите является самым ранним примером строительства с целью централизованной власти и управления. Синойкизм на Крите сочетал в себе административные, коммерческие и религиозные коннотации, поскольку концентрация государственных обязанностей в одном месте позволяла эффективно функционировать. Это развитие больших дворцовых сооружений совпало со взрывом минойского искусства и заморской торговли и, вероятно, было движущим фактором при строительстве этих зданий. Этот период расширенной торговли и зарубежных связей также определяется термином «дворцовая экономика», который был популяризирован сэром Артуром Эвансом, когда он раскопал и описал экономическую деятельность Кносского дворца. Огромные масштабы перераспределительной экономики Крита, а также его зарубежных торговых сетей свидетельствуют о переходе от культуры преимущественно натурального сельского хозяйства к культуре высокоорганизованной и иерархически структурированной цивилизации.

### Микенская Греция
Микенский синойкизм развивался аналогично минойскому на Крите. Слабо связанные и географически разбросанные деревни в конечном итоге сосредоточили политическую власть в дворцовых центрах, которые возглавлял ванакс (ϝάναξ, затем ἄναξ), сравнимый с королем. Свидетельства из Мессении свидетельствуют о том, что эта роль возникла как простая руководящая роль в небольших деревнях. По мере того как рос размер деревни, росла и власть родов, которые контролировали важное ремесленное производство. По мере того как микенское общество росло и приобретало все более воинственные черты, ванаксы создавали более защищенные и централизованные центры, из которых они могли править. Затем ванакс возглавил централизованную государственную администрацию, населенную как местными элитами, так и дворцовыми властями. Синойкизм в Микенской Греции развивался по мере того, как высоко защищенные и экономически эффективные политические центры, управляемые ванаксом, приобретали все большую популярность среди жителей уязвимых поселений на периферии территории дворца. Кроме того, синойкизм при ванаксе и дворцовой администрации обеспечивался не только военной силой, но и экономическими налогами; однако дамос (сельские общины) сохраняли значительную степень автономии от этих центральных общин.

## Классическая Греция

### Развитие идеи
В Древней Греции общество было разделено на демос (δῆμοι, κῶμαι; «сельский народ» или «сельские деревни») и «асты» (ἄστυ) или «полис» (πόλις). Полис был местом обитания княжеской знати, мелкопоместного дворянства и аристократии, а также жреческих и военных семей. Различие между «демосом» и «полисом» в этих древних государствах имело большое политическое значение. Между властью села и города существовал серьезный антагонизм. В местах, где коммерция и торговля доминировали в культуре и идеологии, люди активней стягивались в большие города и развивали демократию. В городах-государствах классической Греции синойкизм произошел, когда «демос» объединился с «политией» и подчинил ее, обычно силой, в одном государстве.
В полисе синойкистес был человеком, который, согласно традиции, осуществлял синойкизм либо как харизматический лидер, либо как завоеватель; впоследствии ему поклонялись как полубогу. Часто синойкистес осуществляли синойкизм в целях консолидации личной политической власти.

#### Тесей
Самым известным синойкистесом был мифический Тесей, который освободил Аттику от критской гегемонии и восстановил независимость Греции под руководством Афин. Так Тесей эффективно консолидировал власть в нескольких слабо связанных между собой небольших сельских полисах, и ликвидировал местное самоуправление в форме небольших городских советов и магистратур. Согласно Фукидиду, Тесей основал в Афинах новый центральный Пританей, важное здание с руководящими административными функциями, а также множество других зданий с административными и религиозными функциями, чтобы создать единое государство. Фукидид также приписывает Тесею традицию отмечать Синойкию, что переводится как «Праздник единения».

Коэн Ван Гелдер замечает, что современные ученые в целом не согласны с этим традиционным основанием Афин из-за множества разногласий, таких как датировка события или ответ на вопрос, был ли синойкизм результатом политических процессов или культурных. Материальные свидетельства из Аттики и Афин опровергают многие моменты в истории создания Афин Тесеем:
Томас привел аргументы в поддержку единства территории Аттики к концу микенского периода. Хотя ее аргументы кажутся мне убедительными, они не являются абсолютным доказательством синойкизма бронзового века; однако политическое объединение должно было либо предшествовать физическому синойкизму в конце бронзового века, либо следовать из него, так что на пороге железного века Афины были единственным государством в Аттике. Следует также принять во внимание размышления О. Бронера о большом количестве свинца, обнаруженного в микенском фонтане на Акрополе и афинском хранилище Лаврия.

#### Аристотель
В «Политике» Аристотеля синойкизм был инициирован сообществом. Сообщества объединились, чтобы консолидировать власть, легализовать и обеспечить соблюдение этих общих представлений о том, что приемлемо, а что нет. Для Аристотеля синойкизм – это то, что побуждает цивилизацию формировать правительства. Он начинается как союз между мужчиной и женщиной, которые создают домашнее хозяйство. Домохозяйства, в свою очередь, ищут более крупные сети других связанных домохозяйств, пока сообщество не достигнет точки, на которой оно может поддерживать себя, чтобы способствовать обеспечению коллективного блага. Синойкизм греческих индивидуумов в домохозяйствах, городах и более крупных сообществах обеспечивает уровень стабильности, который предоставляется тем, кто участвует в союзе. Согласно Аристотелю, именно благодаря синойкизму греки способны отличать себя от чужаков, которых в противном случае считают варварами. Политика исповедует фундаментальную веру в то, что без законов и справедливости, которые обеспечивает синойкизм, человечество – просто еще одно животное. В «Политике» Аристотеля преобладает концепция общественной силы. Считается, что греки сами по себе слабее, чем если бы они действовали как единое целое. Они уязвимы перед наводнениями и голодом, а также болезнями, которые сводят на нет их исключительный вклад в греческий мир. Вместо этого греки, как государство, могут производить и создавать сверх своих индивидуальных пределов.

### Культура
До синойкизма люди на материковой части Греции последовательно разделяли схожие идеологии и культурные убеждения. Примечательно, что греки обладали общей системой письменности как архаической, так и классической, которая помогала отдельным и различимым деревням формировать более крупные сплоченные государства. Такие высоко почитаемые всеми греками тексты, как «Илиада» и «Одиссея» Гомера, описывают исторически единый греческий фронт против иностранцев в Анатолии. «Илиада» даже создает исторический прецедент единства некоторых греческих государств:
Клан за кланом высыпали из кораблей и хижин на равнину... неисчислимые, как листья и цветы в свое время... Афиняне из своей великолепной цитадели,... граждане Аргоса и Тиринфа из Великих стен ... войска ... из великой крепости Микен, из богатого Коринфа, ... из Кносса,... Фестоса... и другие войска, у которых были свои дома на Крите Ста городов.[неточная цитата]
Этот исторический литературный пример греческого синойкизма до того, как греческие демократия и олигархия получили свое основное развитие с V по III век до н. э., и выделяет Киклос (циклическую смену типов правления) в архаической Греции.

#### Праздники
Праздники предоставляли грекам возможность продолжить синойкизм, а также реформировать или укрепить его. Фестивали предоставляли многочисленным разрозненным городам-государствам площадку, на которой можно было обмениваться информацией и поддерживать социальные отношения. Олимпийские игры будучи, пожалуй, крупнейшим примером синойкисматических фестивалей, в рамках которого привлекались участники со всей Греции. На играх греки признавали основные сходства между собой и другими городами-государствами, получая общее удовольствие от соревнований, что способствовало расширению представлений о синойкизме благодаря спортивному представительству городов-государств. Отдельные спортсмены получали известность и признание за победы в соревнованиях для своих городов. Теоретически, лучшая репрезентация городов-государств предоставляла больше возможностей для расширения суверенитета и утверждения себя в качестве самостоятельного политического игрока. Олимпийские перемирия являются свидетельством этого эффекта. При вторжении или начала войны со стороны одного полиса с другим во время олимпийского перемирия, агрессор не допускался к играм. Таким образом, присутствие на играх атлета, представляющего полис, означало признание его как политического субъекта на уровне всей Древней Греции.

#### Религия
В «Политике» Аристотеля ответственность полиса заключается в его почитании богов. Из-за этого многие религиозные роли фактически были выборными должностями и обязанностями деме в целом. Успешный синойкизм также можно объяснить надлежащей интеграцией новой или реформированной государственной религии. В 408-407 годах до н.э. синойкизм городов Линдос, Ялис и Камир образовал новое родосское государство. Синойкизм отражен в выборе их одноименного священнослужителя, поскольку они были выбраны из владений трех коллективных государств, которые в настоящее время составляют Родос. Синойкизм Родосского государства можно точно датировать по ежегодным выборам упомянутых священников.

### Олигархии
Недемократические древнегреческие государства использовали слово «полис» в документации для обозначения суверенной власти. Дорийские государства Крит и Спарта сохраняли различие между полисом и демосом. Еще в II в. н. э. критские города продолжали обозначать себя словом «полис». Спарта, однако, в древних законах обозначала себя словом «дамос» (δᾶμoς), чтобы подчеркнуть отсутствие противостояния периэкам.
Карл Отфрид Мюллер пишет: «В олигархических государствах, как и в Элиде, люди в более поздние времена проживали почти в деревне; и часто бывало, что деды и внуки никогда не видели города. Существовали также сельские суды и другие учреждения, призванные привнести в деревню преимущества городской жизни. Где суды находились на расстоянии и не было стимула к механизации труда и внутренней торговле (см. βαναυσος), там древние привычки жизни продолжали существовать гораздо дольше».
В 371 году до н.э. в Аркадии был основан город Мегалополь для того, чтобы координировать конфедерацию городов-государств против спартанской гегемонии в регионе. В попытке политически объединить различные полисы конфедерации, совет десяти ойкисты. Такое межгородское объединение представляет собой синойкизм сообществ региона в полис с целью централизации политической власти.

### Демократии
Народное правительство впервые появилось в богатых и густонаселенных греческих городах Ионии. Концепция и термин «демократия» развилось из этого эпизода. Этот синойкизм был одной из основных причин возникновения Киклоса в древней Элладе. Синойкизм также произошел в Мантинее: в V веке, после синойкизма, она стала демократией; в IV веке она снова была разделена (процесс, называемый диойкизмом), и образовалась олигархия. Позже новые политические потрясения вызвали еще один синойкизм, установив таким образом очередную демократию. Подобные процессы происходили и в других аркадских городах Тегея и Герея.
В древних Афинах деревни Аттики объединялись с афинским полисом; впоследствии, «демос» и «полис» стали синонимами, и первое слово стало предпочтительным для обозначения всего государства. Четырехуровневая классовая система, описанная Солоном на основе дохода в виде денежной прибыли, сельскохозяйственного капитала или каком-либо еще, была введена в VI веке как способ отделить граждан от остального населения. Эти четыре класса были вновь преобразованы при Клисфене в еще десять племен как способ дальнейшей демократизации политической системы и лишения большей власти немногих избранных. Общая тенденция передачи власти в Афинах от небольшого числа сконцентрированных к большему и более равномерно распределенному проценту граждан является результатом перехода от разрозненной группы деревень к коллективному единственному полису. Представительство граждан-землевладельцев помогало представлять расширенные интересы Афин, такие как пуповина, коммерческие и аграрные предприятия. Демократический характер демократии в Афинах способствовал синойкизму такого густонаселенного центра в Древней Греции.

### Делийская лига
Афинская империя, также известная как Делосская лига, представляла собой совокупность греческих городов-государств, в основном расположенных вокруг Эгейского моря, которые действовали под гегемонией Афин. Этот союз первоначально служил цели координации единого греческого фронта против предполагаемой надвигающейся персидской угрозы против ионийских городов-государств, которые граничили с ним. Члены Делийской лиги были вынуждены принести присягу на верность лиге и в основном вносили денежные взносы, но в некоторых случаях жертвовали корабли или другие силы. Кроме того, многие демократические члены лиги были обязаны Афинам своей свободой от олигархического или тиранического правления. Из-за этого Афины получили подавляющее преимущество в системе голосования, опираясь на поддержку демократических городов-государств, которым они помогли. В 454 году Афины перенесли казну Делосской лиги с острова Делос в афинский Парфенон. Извлекая большую выгоду из притока денежных средств, поступающих от 150-330 членов, Афины использовали деньги, чтобы укрепить свое собственное военно-морское превосходство, а оставшиеся средства использовали на искусство и архитектуру в своем городе. Чтобы сохранить новый синойкизм, Афины начали использовать свои значительно расширенные вооруженные силы для обеспечения членства в Лиге. Города-государства, которые хотели покинуть альянс, были наказаны Афинами с применением силы. Афины больше не считали себя просто союзниками, и в конце концов стали называть членов Делосской лиги «всеми городами, которыми правят Афины». Афины также распространили свою власть на членов Лиги посредством судебных решений. Синойкизм при Афинской империи обеспечивался путем разрешения вопросов между государствами в Афинах судами, состоящими из афинских граждан, и обеспечения исполнения этих решений с помощью афинских вооруженных сил.

### Митиленское восстание
В 428 году до н.э. Митилена добилась независимости от Афинской империи путем запланированного восстания. Несмотря на то, что восстание так и не произошло, Митилена оказалась бы в центре синойкизма Лесбоса в попытке консолидировать политическую власть под контролем города до такой степени, чтобы можно было свергнуть гегемонию Афин. Успешный синойкизм Лесбоса при митиленских олигархах заставил бы Афины пересмотреть свои отношения с городом из-за его централизованной организации ресурсов острова. К несчастью для Митилены, Афины узнали об этом планируемом синоэцизме и осадили город. Победившие афиняне сначала проголосовали за убийство всех граждан мужского пола и порабощение женщин и детей, но затем отменили свое решение и передали только лидеров восстания. Под усиленным афинским правлением и наблюдением Митилена была подвергнута принудительному синойкизму под Афинами, а ее автономия была ограничена. Афинские граждане были отправлены на Лесбос, чтобы укрепить афинское присутствие на Лесбосе путем сбора налогов с лесбийцев. Городские стены Митилини также были демонтированы во времена афинского правления.
Схожий эпизод произошел с городом Мелос, который отказался от синойкизма с Афинами и в результате был осажден и вырезан Афинами.

## Диойкизм
Диойкизм – это противоположность синойкизму: освобождение городов, поселков или деревень от их ассоциации с полисом. Этот процесс может проявляться несколькими способами. Один из примеров – поселение новых, но независимых общин на бывшей территории Константинополя на земле, заброшенной из-за сокращения численности населения; другой – сокращение Салоник за счет районов за пределами городских стен, попавших под власть турок. Завоеватель может разрушить полис по разным причинам. В рамках урегулирования Третьей Священной войны в 346 году до н.э. Амфиктионии было поручено уничтожить 21 или 22 города Фокиды, многие из которых уже были сожжены. Они выбрали метод раздвоения, вернув полисы в их составные κώμη, то есть деревни. Затем городские укрепления были демонтированы. Афины и Фивы восстановили уничтоженное несколько лет спустя, поскольку они симпатизировали Фокиде. Города были ре-синойкизированы, и более крупные государства помогли Фокиде восстановить укрепления.
Спартанский царь Павсаний, избрав метод раздробления, а не завоевания, освободил город Платеи и предоставил им независимый статус автономии (αυτόνομοι). После победы над персами Спарта восстановила автономию Платеи и власть над их городом и прилегающими территориями, в отличие от более агрессивной политики Афин в Аттике. Этот диойкизм имел серьезные политические последствия для спартанцев: когда они снова вторглись во время Пелопоннесской войны, платейцы сослались на прецедент как на способ предупредить вмешательство Спарты в их внутренние дела. Легитимности диоецизма и коннотаций, которые он привнес в то, что Платея является независимым городом-государством от Афин, было достаточно, чтобы это заставило вторгшихся спартанцев вступить в переговоры, а не разрушить город и его окрестности.

## Древний Рим
В Древнем Риме некоторыми из видов поселений, которые были включены синойкизмом в более крупные муниципальные образования, были:
- praefectūra, неавтономная деревня, управляемая префектом;
- oppidum, укрепленный автономный город;
- castellum, небольшое укрепленное место, находящееся под военной юрисдикцией или ранее находившееся под военной юрисдикцией;
- forum, рыночная площадь;
- conciliabulum, место собраний;
- vicus, небольшое частное поселение без правительства;
- canabae, поселение иждивенцев вблизи военной базы;
- pagus, сельская деревня;
- gens, племенной кантон;
- saltus, поселение колонистов в большом поместье, часть которого они арендовали у кондуктора;
- и colonia, поселение колонистов из Рима.

## Как археологический объект
Синойкизм также обозначает древний критский археологический памятник на западной окраине Труллос. Артефакты, обнаруженные на этом месте, включают терракотовую статуэтку быка, бронзовую статуэтку и керамику позднего минойского периода.